# Otto H. Poensgen
Otto Herbert Poensgen (* 9. August 1932 in Aachen; † 29. Oktober 1982) war ein deutscher Wirtschaftswissenschaftler.

## Leben
Otto H. Poensgen entstammte dem bedeutenden Unternehmergeschlecht Poensgen und war der Sohn des Hüttendirektors Otto Poensgen (* 1896) und der Frieda Poensgen, geborene Püngeler (* 1909), Tochter des Amtsgerichtsrates Rudolf Püngeler. Er studierte an der Technischen Hochschule Aachen mit Abschluss als Diplom-Ingenieur 1957. Von 1961 bis 1967 lehrte er an der Harvard University in Cambridge, Massachusetts, wo er 1965 einen Ph.D. erwarb. 1966 wurde er ordentlicher Professor für Betriebswirtschaftslehre an der Universität des Saarlandes in Saarbrücken. Er war von 1969 bis 1971 Vorsitzender des Wirtschafts- und Sozialwissenschaftlichen Fakultätentages.
Poensgen war verheiratet mit einer von Danckelmann und Vater dreier Kinder. Nach seinem Tod im Jahr 1982 fand er seine letzte Ruhestätte auf dem Aachener Westfriedhof.

## Schriften (Auswahl)
- Geschäftsbereichsorganisation. Westdeutscher Verlag, Opladen 1973, ISBN 3-531-11173-6.